# Fun Spot America Theme Parks

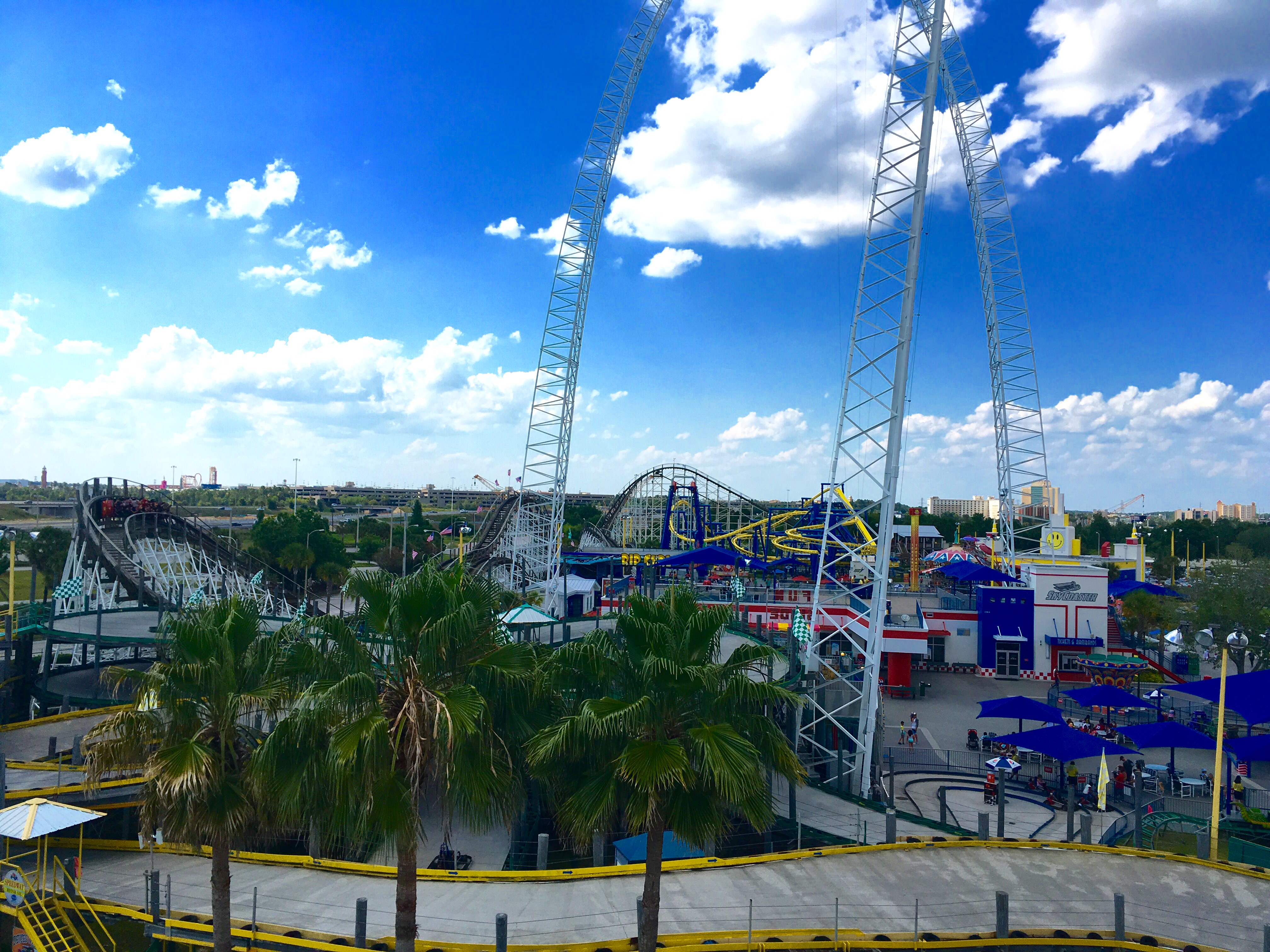
Fun Spot in Orlando

Fun Spot America Theme Parks ist eine Gruppe von Vergnügungsparks in den Vereinigten Staaten von Amerika. Seit 1979 hat die Gruppe im Laufe der Jahre eine Reihe kleinerer Vergnügungsparks besessen und betrieben und verfügt derzeit über zwei Standorte in Florida (Orlando und Kissimmee) und einem in Georgia (Atlanta). 

## Geschichte
Unter dem Namen Fun N Wheels begann das Unternehmen mit dem ersten Park in der Nähe des I-Drive. Dieser 3 Hektar große Park in der Nähe des ehemaligen Wasserparks Wet 'n Wild Orlando verfügte über eine Spielhalle, drei Go-Kart-Bahnen, einen Minigolfplatz, Autoscooter und Boote, Raging Riptide (eine 40 Fuß hohe Wasserrutsche) und ein 55 Fuß hohes Riesenrad. Im Jahr 1988 wurde ein zweiter Fun N Wheels-Standort in Kissimmee neben dem regionalen Einkaufszentrum eröffnet. Beide Standorte wurden 1988 an Pleasurama USA verkauft, dem damals auch das Hard Rock Café gehörte, in der Erwartung, das Konzept auf Einkaufszentren in der ganzen Region auszuweiten, was aber nicht geschah.
Fun Spot kehrte 1997 nach Orlando zurück und eröffnete als Fun Spot Action Park (später Fun Spot America - Orlando) in der Nähe des ursprünglichen Fun N Wheels-Standorts am I-Drive. Der 4 Millionen Dollar teure, 1,9 Hektar große Park wurde am 24. Dezember eröffnet und zeichnete sich durch das patentierte Design der mehrstufigen Go-Kart-Bahnen aus, die sich über drei Ebenen erstreckten. Zu den weiteren Attraktionen des Parks gehörten ein 31 m hohes Riesenrad und eine zweistöckige Video-Arkade.
Im Jahr 2004 erwarb Fun Spot das Gelände des höchsten Skycoasters der Welt in Kissimmee, das an den Unterhaltungs- und Einkaufskomplex Old Town angrenzt. Das Gelände wurde von Bill Kitchen, dem Erfinder des Skycoasters und Eigentümer von Skyventure, erworben. Fun Spot entwickelte die 9 Hektar um den Skycoaster herum im Jahr 2007 zu einem weiteren Vergnügungspark namens Fun Spot USA (jetzt Fun Spot America - Kissimmee). Im Sommer 2011 kam die erste große Achterbahn von Fun Spot, der Power Trip Coaster (jetzt Rockstar Coaster), in den Park in Kissimmee. Die von Zamperla hergestellte Achterbahn Wild Mouse wurde von Cypress Gardens, wo sie unter dem Namen Galaxy Spin bekannt war, in den Park verlegt, als Cypress Gardens schloss und zu Legoland Florida wurde.
Im Jahr 2010 kaufte Fun Spot ein zusätzliches 10 Hektar großes, unbebautes Grundstück neben dem Standort in Orlando. Das Jahr 2011 wurde damit verbracht, fast 30 Parks und 50 Achterbahnen im ganzen Land zu recherchieren, um eine größere Erweiterung des Gruppe zu planen. Im Jahr 2012 erfolgte der erste Spatenstich für die Erweiterung, die die Größe des Fun Spot Action Parks verdreifachte und ihn zu Fun Spot America - Orlando machte.
Fun Spot eröffnete in Zusammenarbeit mit Gatorland am 11. Mai 2015 den Gator Spot im Park in Orlando. Die 1 Million Dollar teure Attraktion ermöglicht es Gatorland, seine Marke auf das Touristengebiet I-Drive auszudehnen. Besucher können Alligatoren halten, mit ihnen Fotos machen und sie füttern. Der Star der Attraktion ist ein leuzistischer Alligator namens Bouya, ein weißer Alligator mit blauen Augen.
Im Jahr 2017 kaufte Fun Spot America einen bestehenden Fun Junction USA-Park außerhalb von Atlanta in Fayetteville, Georgia.

## Standorte

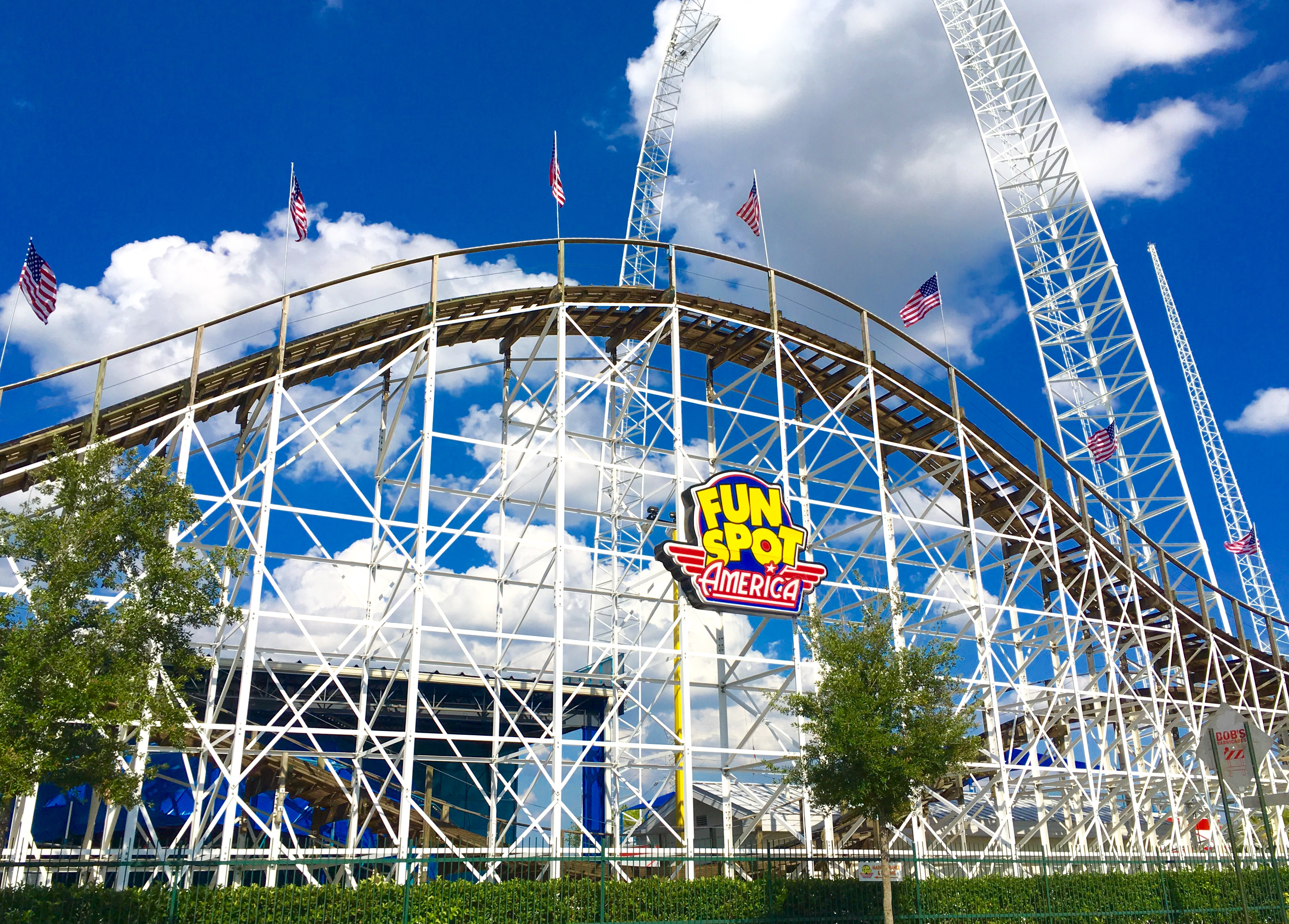
Die Achterbahn White Lightning

### Orlando
Fun Spot America - Orlando ist ein Vergnügungspark in Orlando, Florida, in der Nähe vom Universal Orlando Resort und I-Drive. Er verfügt über 4 verschiedene Go-Kart-Bahnen und drei Achterbahnen. 

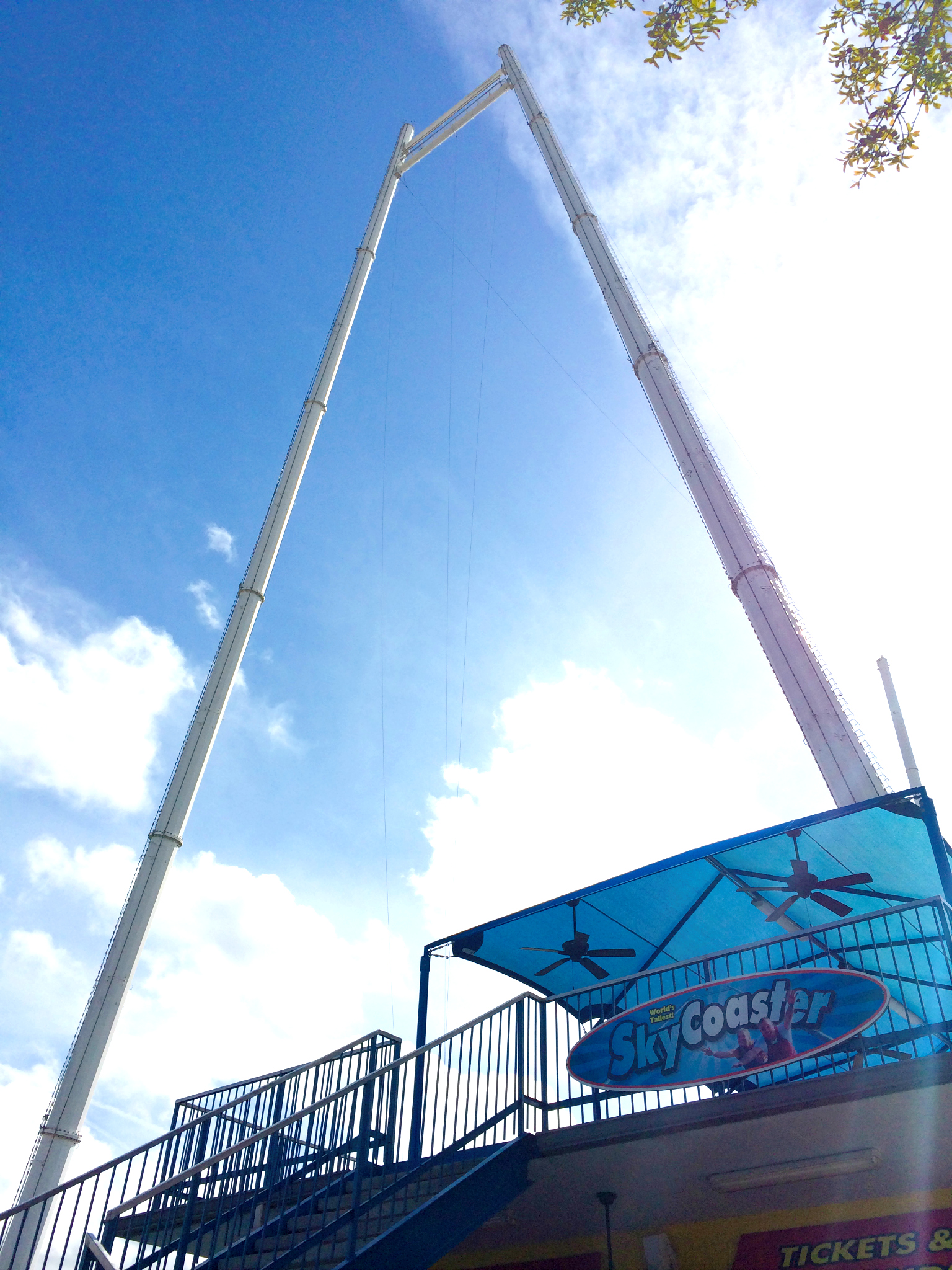
Weltweit höchster Skycoaster der Welt in Kissimmee

| Name            | Hersteller                   | Typ                                   | Eröffnung | Besonderheiten                       |
| --------------- | ---------------------------- | ------------------------------------- | --------- | ------------------------------------ |
| Freedom Flyer   | Vekoma                       | Suspended Coaster, Familienachterbahn | 2013      |                                      |
| Sea Serpent     | E&F Miler Industries         | Familienachterbahn                    | 2013      | Gekauft von Playland's Castaway Cove |
| White Lightning | Great Coasters International | Holzachterbahn, Hybrid Coaster        | 2013      |                                      |

### Kissimmee
Fun Spot America - Kissimmee befindet sich in Kissimmee, Florida, neben dem Unterhaltungs- und Einkaufskomplex Old Town. Der Park ist als Rundweg um die Lagune mit dem höchsten Skycoaster der Welt angelegt, dessen Eingang sich auf der Westseite der Lagune befindet. Am südlichen Ende des Geländes befinden sich die charakteristischen mehrstufigen Go-Kart-Bahnen, an der Ostseite die flachen Slick-Bahnen. Im Nordosten des Loops befinden sich die Arkade und der Kinderbereich und am nördlichen Ende des Loops steht der Rockstar Coaster.
| Name        | Hersteller               | Typ                            | Eröffnungsjahr | Bemerkungen | Weblinks |
| ----------- | ------------------------ | ------------------------------ | -------------- | --- | -------- |
| Galaxy Spin | Zamperla                 | Spinning Coaster, Wilde Maus   | 2011           | In den Jahren 2011 und 2012 fuhr die Bahn unter dem Namen Power Trip Coaster, von 2013 bis höchstens 2019 unter dem Namen Rockstar Coaster. Ursprünglich wurde die Bahn 2005 als Galaxy Spin im Legoland Florida eröffnet und fuhr dort bis 2008, stand allerdings noch bis 2010 im Park. |          |
| Hurricane   | E&F Miler Industries     | Familienachterbahn             | 2019           | Ursprünglich wurde die Bahn 2003 als Jack Rabbit in Celebration City und fuhr dort bis 2008. Von 2010 bis 2018 stand sie als Viking Voyage in Wild Adventures und war danach 2019 im Schwesterpark Fun Spot America Atlanta eingelagert.                                                  |          |
| Sea Serpent | E&F Miler Industries     | Familienachterbahn             | 2012           | Ursprünglich 2001 als Boa Squeeze in Wonderpark eröffnet und fuhr dort bis 2008. Anschließend war sie 2010 und 2011 ebenfalls als Boa Squeeze in Enchanted Forest. |          |
| Mine Blower | Gravitykraft Corporation | Holzachterbahn, Hybrid Coaster | 2017           | |          |

#### Ehemalige Achterbahnen
| Name           | Hersteller | Typ              | Eröffnungsjahr | Schließungsjahr | Weblinks |
| -------------- | ---------- | ---------------- | -------------- | --------------- | -------- |
| Kiddie Coaster | unbekannt  | Kinderachterbahn | 2009           | 2012            |          |

### Atlanta
Fun Spot America - Atlanta befindet sich am Highway 85 in Fayetteville, Georgia. Ursprünglich wurde der Park 1990 als Dixieland Fun Park eröffnet. Im Jahr 2012 wurde der Name dann in Fun Junction USA geändert. Der Park wurde 2017 von Fun Spot America gekauft und wieder umbenannt.
| Name              | Hersteller                  | Typ                              | Eröffnungsjahr | Bemerkungen | Weblinks |
| ----------------- | --------------------------- | -------------------------------- | -------------- | --- | -------- |
| ArieForce One     | Rocky Mountain Construction | Stahlachterbahn mit Inversionen  | 2023           | |          |
| Hurricane Coaster | E&F Miler Industries        | Stahlachterbahn ohne Inversionen | 2007           | Fuhr bis 2021 unter dem Namen Scream'n Eagle. Ursprünglich 2002 als Wildcat in Wild Island und fuhr dort bis 2006. |          |
| Sea Serpent       | E&F Miler Industries        | Familienachterbahn               | 2019           | Bevor die Bahn nach Fun Spot kam, befand sie sich an mehreren Orten. 1999 fuhr sie als Python Pit in Jeepers (Buffalo) und von 2000 bis 2006 unter demselben Namen in Jeepers Concord (North Carolina). Anschließend fuhr sie von 2007 bis 2018 als Python Pit Roller Coaster im Heritage Amusement Park. |          |